# An (Familienname)
An ist ein chinesischer und koreanischer Familienname. Die Transkription steht u. a. für folgende chinesischen Schriftzeichen:
- 安

## Namensträger
An ist der posthume Titel des
- Jin-Kaisers Jin Andi (396–418)
- Han-Kaisers Han Andi (* 94; † 125)

- An (Zhou-König) († 376 v. Chr.), Herrscher der chinesischen Zhou-Dynastie: der zwanzigste der Östlichen Zhou-Dynastie
- An Dương Vương, sagenhafter vietnamesischer König

Familienname
- An Ba-ul (* 1994), südkoreanischer Judoka
- An Byeong-hun (* 1940), südkoreanischer Radrennfahrer
- An Byong-jun (* 1990), nordkoreanischer Fußballspieler
- An Byung-geun (* 1962), südkoreanischer Judoka
- An Byung-gyun (* 1967), südkoreanischer Sportschütze
- An Byung-hun (* 1940), südkoreanischer Radrennfahrer
- An Byeoung-seok (* 1923), südkoreanischer Basketballspieler
- Chandralekha An (* 1997), indische Sprinterin
- An Chang-rim (* 1994), südkoreanischer Judoka
- An Cheon-yeong (* 1944), südkoreanischer Ringer
- An Chih-chang, chinesischer Maler
- An Chol-hyok (Fußballspieler) (* 1985/87), nordkoreanischer Fußballspieler
- An Chol-hyok (Eishockeyspieler) (* 1991), nordkoreanischer Eishockeyspieler
- An Chŏng-su (* 1951), nordkoreanischer Politiker
- An Chung-gun (1879–1910), koreanischer Nationalist
- An Dae-hyun (* 1962), südkoreanischer Ringer
- An Dal-ho (* 1963), südkoreanischer Boxer
- An Dandara (* 1940), kambodschanischer Segler
- An Duk-gi (* 1940), südkoreanischer Reiter
- An Gil-wan (* 1948), südkoreanischer Fußballspieler
- An Gyung-ja (* 1950), südkoreanische Volleyballspielerin
- An Hae Sook (* 1961), südkoreanische Tischtennisspielerin
- An Hae-eun (* 1963), südkoreanischer Ruderer
- An Han-bong (* 1968), südkoreanischer Ringer
- An Han-yung (* 1948), südkoreanischer Ringer
- An Hui-bong (* 1972), südkoreanischer Baseballspieler
- An Hyun-su (* 1985), südkoreanischer Shorttracker
- An Ik-soo (* 1965), südkoreanischer Fußballspieler und -trainer
- An Jae-hyun (* 1999), südkoreanischer Tischtennisspieler
- An Jae-jun (Fußballspieler, 1986) (* 1986), südkoreanischer Fußballspieler
- An Jae-jun (Fußballspieler, 2001) (* 2001), südkoreanischer Fußballspieler
- An Jae-song (* 1934), südkoreanischer Sportschütze
- An Jae-sung (* 1985), südkoreanischer Tennisspieler
- An Jae-won (* 1948), südkoreanischer Ringer
- An Ji-min (* 1992), südkoreanische Eisschnellläuferin
- An Jin-su (* 1961), südkoreanischer Handballspieler
- An Jong-deuk (* 1942), südkoreanischer Ruderer
- An Jong-ho (* 1987), nordkoreanischer Fußballspieler
- An Jung-geun (Sportschütze) (* 1924), südkoreanischer Sportschütze
- An Jung-hwa (* 1981), südkoreanische Handballspielerin
- An Kai (* 1995), chinesischer Shorttracker
- An Kum-ae (* 1980), nordkoreanische Judoka
- An Kyŏng-ho (1930–2016), nordkoreanischer Politiker
- An Lushan (703–757), chinesischer Militärführer
- Michail Iwanowitsch An (1953–1979), sowjetischer Fußballspieler
- An Myong-hwa (* 1974), nordkoreanische Turnerin
- An Myong-song (* 2001), nordkoreanische Fußballspielerin
- An Qi (* 1981), chinesischer Fußballspieler
- An Qixuan (* 2000), chinesische Bogenschützin
- An Sae-bom (* 1990), südkoreanische Taekwondoin
- Salomon An-ski (1863–1920), jüdisch-russischer Autor und Dramatiker
- An San (* 2001), südkoreanische Bogenschützin
- An Sang-mi (* 1979), südkoreanische Shorttrackerin
- An Se-bok (* 1946), nordkoreanischer Fußballspieler
- An Se-uk (* 1948), nordkoreanischer Fußballspieler
- An Se-young (* 2002), südkoreanische Badmintonspielerin
- An Sen-za (* 1945), nordkoreanische Eisschnellläuferin
- An Seon-mi (* 1972), südkoreanische Basketballspielerin
- An Sohee (* 1992), südkoreanische Schauspielerin
- An Su-gyung (* 1987), südkoreanische Sportschützin
- An U-hyuk (* 1964), südkoreanischer Radrennfahrer
- An Ung-nam (* 1948), nordkoreanischer Judoka
- An Weijiang (* 1983), chinesischer Eisschnellläufer
- Wiktorija An (* 1992), kasachische Sprinterin
- An Yong-gwon (* 1982), südkoreanischer Gewichtheber
- An Yong-woo (* 1991), südkoreanischer Fußballspieler
- Yoson An (* 1992), neuseeländischer Schauspieler
- An Young-hak (* 1978), nordkoreanischer Fußballspieler
- An Young-su (* 1964), südkoreanischer Boxer
- An Yulong (* 1978), chinesischer Shorttracker
- An Yun-chol (* 1988), nordkoreanischer Eishockeyspieler
- An Yung-han (* 1917), südkoreanischer Diskuswerfer
- An Yung-sik, südkoreanischer Basketballspieler
- An Yung-su (* 1964), südkoreanischer Boxer
- An Zhongxin (* 1972), chinesische Softballspielerin